# Carlos García Gual
Carlos García Gual (Palma de Mallorca, 1943) es un escritor, filólogo, helenista, editor, mitógrafo y crítico español.

## Biografía
Se formó con grandes helenistas, como Manuel Fernández Galiano, Francisco Rodríguez Adrados y Luis Gil. Es catedrático de filología griega en la Universidad Complutense de Madrid, tras haberlo sido de la Universidad de Granada, la Universidad de Barcelona y la UNED. Especialista en antigüedad clásica y literatura, ha escrito numerosos libros y artículos sobre literatura clásica y medieval, filosofía griega y mitología en revistas especializadas. 
Entre sus obras, destacan libros como Los orígenes de la novela, Primeras novelas europeas, Epicuro, Historia del rey Arturo, Diccionario de mitos, El descrédito de la literatura, Apología de la novela histórica, Viajes a la Luna: de la fantasía a la ciencia ficción o Encuentros heroicos. Seis escenas griegas. Le han acompañado algunas reediciones y actualizaciones de sus obras más importantes. Entre ellas destacan Las Primeras novelas: desde las griegas y las latinas hasta la edad media (Gredos, 2008), que reúne dos de sus libros de referencia sobre la novela antigua y medieval, Prometeo, mito y literatura (Fondo de Cultura Económica, 2009), que revisita y actualiza uno de los temas míticos que más ha estudiado, y Diccionario de mitos (Turner, 2017).
Como crítico literario reseña libros en El País, Revista de Occidente, Claves de Razón Práctica, etc. Es editor y colaborador habitual de la revista Historia National Geographic, entre otras.  
Además, es director de dos colecciones de la Editorial Gredos: las obras griegas de la Biblioteca Clásica Gredos, que, desde su fundación hace más de cuarenta años ha publicado más de cuatrocientos títulos y ha contribuido notablemente en la difusión de la cultura clásica en lengua española, y la de clásicos universales, Biblioteca Universal Gredos, con cerca de cincuenta títulos. 
Destaca además su labor como traductor de clásicos (ha traducido tragedia, filosofía y poesía griega, textos medievales, etc.). Le fue concedido el Premio Nacional de Traducción en dos ocasiones; en 1978 fue galardonado con el Premio de traducción Fray Luis de León, por su versión de Vida y hazañas de Alejandro de Macedonia, de Pseudo Calístenes; en 2002 se le otorgó el Premio Nacional al conjunto de su obra de traducción.
Las últimas obras que ha traducido son la nueva versión de la Odisea de Homero y las Vidas de filósofos ilustres de Diógenes Laercio, ambas aparecidas en Alianza Editorial (esta última, la primera traducción completa al español de Diógenes Laercio desde la realizada por José Ortiz y Sanz en 1792).
En el año 2017, fue doblemente candidato a ocupar una plaza de académico de número por el Pleno de la Real Academia Española, sillas M y J. Finalmente, el 30 de noviembre fue elegido miembro de la RAE para la silla J
y leyó su discurso de ingreso el 17 de febrero de 2019.

## Obras
- Lírica coral griega, Lérida: Edicions de la Universitat de Lleida, 2022. ISBN 978-84-9144-386-5
- Prometeo. El mito del dios rebelde y filántropo, Madrid: Turner, 2022. ISBN 978-84-18895-33-3
- Voces de largos ecos. Invitación a leer a los clásicos, Barcelona, Ariel, 2020. ISBN 978-84-344-3274-1
- La deriva de los héroes en la literatura griega, Ediciones Siruela, 2020. ISBN 978-84-17996-97-0
- Diccionario de mitos, Madrid: Turner, 2017. ISBN 978-84-16714-17-9
- La muerte de los héroes, Madrid: Turner, 2016. ISBN 978-84-16714-03-2
- El zorro y el cuervo. Estudios sobre las fábulas, Madrid: FCE, 2016, aumentada de la ed. de 1995
- El mito de Orfeo. Estudio y tradición poética, con David Hernández de la Fuente, Madrid: FCE, 2015. ISBN 978-84-375-0718-7
- Historia mínima de la mitología, Madrid: Turner, 2014. ISBN 978-84-15832-16-4
- Sirenas. Seducciones y metamorfosis, Madrid: Turner, 2014. ISBN 978-84-15832-29-4
- La venganza de Alcmeón. Un mito olvidado, Madrid: FCE, 2014. ISBN 9788437507071
- Enigmático Edipo. Mito y tragedia, Madrid: FCE, 2012. ISBN 9788437506869
- Mitos, viajes, héroes, Madrid: FCE, 2011. ISBN 9788437506609
- Encuentros heroicos. Seis escenas griegas, Madrid: FCE, 2009. ISBN 9788437506296
- Prometeo. Mito y literatura, Madrid: Fondo de Cultura Económica (FCE), 2009. ISBN 9788437506302
- Las primeras novelas: desde las griegas y las latinas hasta la Edad Media, Madrid: Gredos, 2008. ISBN 9788424902650. Incluye Los orígenes de la novela y Primeras novelas europeas.
- Introducción a la mitología griega, Madrid: Alianza, 2006. ISBN 9788420643281
- Historia, novela y tragedia, Madrid: Alianza, 2006. ISBN 84-206-6008-6
- Viajes a la Luna. De la fantasía a la ciencia ficción, Madrid: ELR, 2005. ISBN 84-87607-14-4
- Diccionario de mitos, Madrid: siglo XXI de España Editores, 2003. ISBN 84-323-1127-8
- Apología de la novela histórica y otros ensayos, Barcelona: Península, 2002. ISBN 84-8307-513-X
- Sobre el descrédito de la literatura y otros avisos humanistas, Barcelona: Península, 1999. ISBN 84-8307-192-4
- El redescubrimiento de la sensibilidad en el siglo XII: el amor cortés y el ciclo artúrico, Torrejón de Ardoz: Akal, 1997. ISBN 84-460-0805-X
- El zorro y el cuervo. Diez versiones de una famosa fábula, Madrid: Alianza, 1995. ISBN 84-206-0712-6
- La antigüedad novelada. Las novelas históricas sobre el mundo griego y romano, Barcelona: Anagrama, 1995. ISBN 84-339-1395-6, aumentada en 2016
- Dioses, héroes, mortales: mitos y leyendas de la Grecia clásica (Dibujos de Willi Glasauer), Barcelona: Círculo de Lectores, 1994.
- Audacias femeninas, Barcelona: Círculo de Lectores, 1993. ISBN 84-226-4415-0
- Introducción a la mitología griega, Madrid: Alianza, 1992. ISBN 84-206-0580-8
- Figuras helénicas y géneros literarios, Madrid: Mondadori, 1991. ISBN 84-397-1770-9
- Los siete sabios (y tres más), Madrid: Alianza, 1988. ISBN 84-206-0369-4.
- La mitología: interpretaciones del pensamiento mítico, Barcelona: Montesinos, 1987. ISBN 84-7339-029-7
- La secta del perro, Madrid: Alianza, 1987. ISBN 84-206-0250-7
- La filosofía helenística, con María Jesús Ímaz, Madrid: Cincel, 1986. ISBN 8470464221. Reedición: Síntesis, 2008. ISBN 9788497565301
- Historia del rey Arturo y de los nobles y errantes caballeros de la Tabla Redonda: análisis de un mito literario, Madrid: Alianza, 1983. ISBN 84-206-9955-1
- Mitos, viajes, héroes, Madrid: Taurus, 1981. ISBN 84-306-1187-8
- Epicuro, Madrid: Alianza, 1981, ISBN 84-206-1806-3
- Antología de la poesía lírica griega (siglos VII - IV a. C.), Madrid: Alianza, 1980. ISBN 84-206-1782-2
- Prometeo: mito y tragedia, Pamplona: Peralta, 1979. ISBN 84-85272-53-6
- Ética de Epicuro. La génesis de una moral utilitaria, con Eduardo Acosta Méndez, Barcelona: Barral, 1974. ISBN 84-211-0801-8
- Primeras novelas europeas, Madrid: Istmo, 1974. ISBN 84-7090-055-2
- Los orígenes de la novela, Madrid: Istmo, 1972. ISBN 84-7090-192-3
- El sistema diatético en el verbo griego, Madrid: CSIC 1970. ISBN 84-00-01993-8

## Distinciones
- Premio de traducción Fray Luis de León (1978)
- Premio Nacional a la Obra de un Traductor (2002)
- Premio José Luis Sampedro de Getafe Negro (2019)[8]
- Premio Internacional Alfonso Reyes (2020)[9]